# San José de las Palmas, Frontera Comalapa
San José de las Palmas är en ort i Mexiko.   Den ligger i kommunen Frontera Comalapa och delstaten Chiapas, i den sydöstra delen av landet, 900 km sydost om huvudstaden Mexico City. San José de las Palmas ligger 606 meter över havet och antalet invånare är 226.
Terrängen runt San José de las Palmas är lite kuperad. Runt San José de las Palmas är det ganska tätbefolkat, med 83 invånare per kvadratkilometer. Närmaste större samhälle är Rodulfo Figueroa, 18,4 km nordost om San José de las Palmas. Omgivningarna runt San José de las Palmas är en mosaik av jordbruksmark och naturlig växtlighet.